# Goniobranchus verrieri
Goniobranchus verrieri is een slakkensoort uit de familie van de Chromodorididae. De wetenschappelijke naam van de soort is voor het eerst geldig gepubliceerd in 1875 door Crosse.